# Nadia Melliti

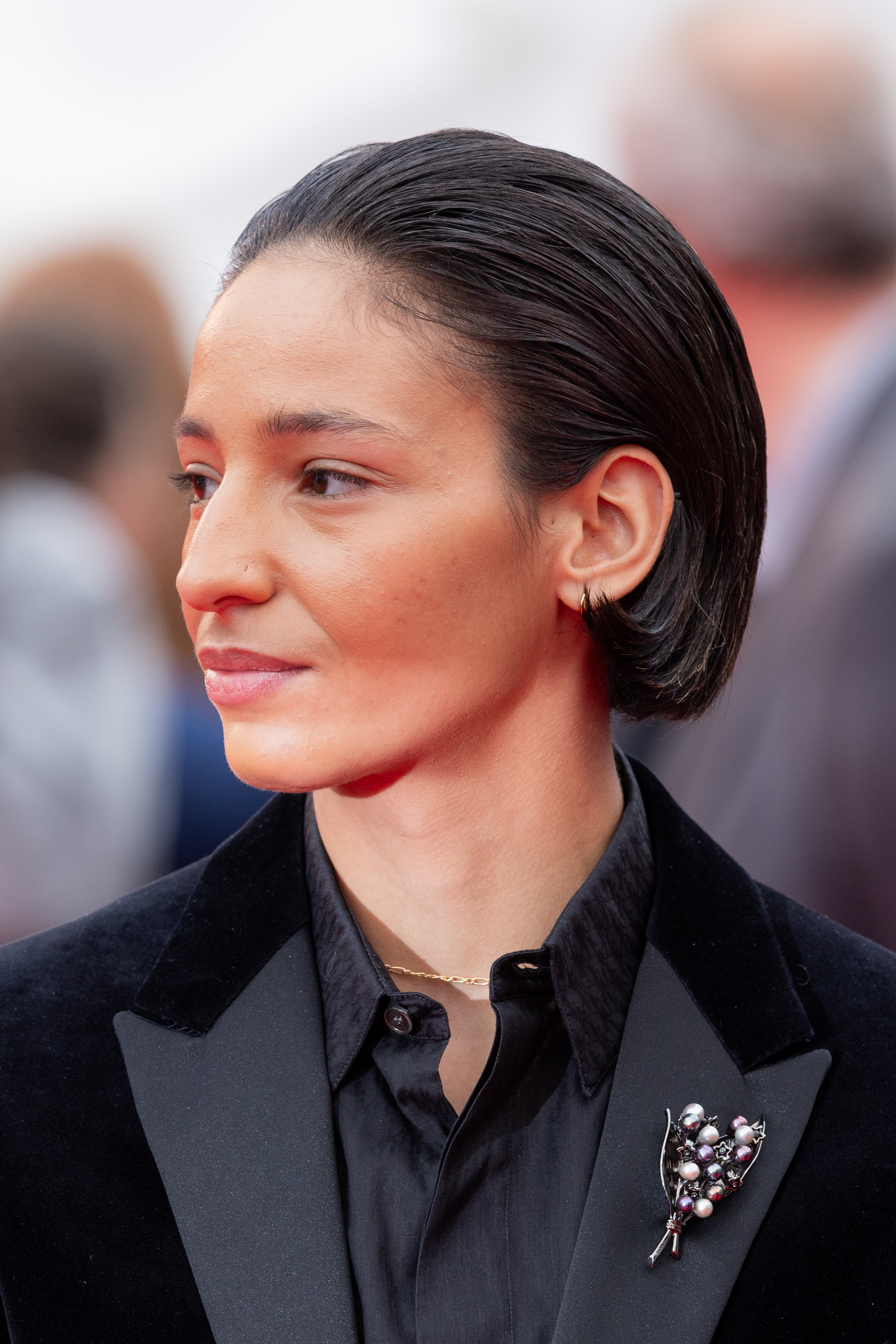
Nadia Melliti (2025)

Nadia Melliti (* 30. März 2002 in Les Lilas, Seine-Saint-Denis) ist eine französische Filmschauspielerin.

## Karriere
Nadia Melliti wurde in Paris bei einem offenen Casting während einer Pride Parade in der Nähe von Châtelet entdeckt. Die Laiendarstellerin erhielt daraufhin die Titelrolle in Hafsia Herzis Literaturverfilmung Die jüngste Tochter (2025) nach dem gleichnamigen, preisgekrönten Roman von Fatima Daas. Darin ist sie als 17-jährige Fatima, Tochter einer französisch-algerischen Familie, zu sehen. Mit Beginn ihres Studiums in Paris emanzipiert sich Mellitis Figur von ihrer Familie und gibt ihrer Anziehung zu Frauen nach. Der Film wurde in den Hauptwettbewerb des 78. Filmfestivals von Cannes aufgenommen, wo Melliti mit dem Darstellerpreis geehrt wurde.
Wie die Figur der Fatima hat Melliti Erfahrung als professionelle Fußballspielerin. Neben ihrer Muttersprache Französisch spricht sie fließend Arabisch und Englisch. Zu ihren Hobbys zählen neben dem Fußball auch Basketball und Boxen sowie Rap.

## Filmografie
- 2025: Die jüngste Tochter (La petite dernière)

## Auszeichnungen
- 2025: Filmfestival von Cannes – Beste Darstellerin (Die jüngste Tochter)